# Valkeřice
Valkeřice (en allemand : Algersdorf) est une commune du district de Děčín, dans la région d'Ústí nad Labem, en Tchéquie. Sa population s'élevait à 384 habitants en 2021.

## Géographie
Valkeřice se trouve à 12 km au sud-est de Děčín, à 20 km à l'est-nord-est d'Ústí nad Labem et à 71 km au nord de Prague.
La commune est limitée par Františkov nad Ploučnicí au nord, par Starý Šachov et Merboltice à l'est, par Verneřice au sud, et par Heřmanov à l'ouest.

## Histoire
Valkeřice a été fondé au XIIIe siècle.

## Administration
La commune se compose de deux quartiers :
- Sluková
- Valkeřice

## Transports
Par la route, Valkeřice se trouve  à 18 km de Děčín, à 27 km d'Ústí nad Labem et à 89 km de Prague.